# Ivö
Ivö ist die größte Insel der schwedischen Provinz Skåne län. Sie liegt im See Ivösjön und gehört zur Gemeinde Kristianstad.

## Lage
In Nord-Süd-Richtung erstreckt sich Ivö über 7,5 Kilometer, in Ost-West-Richtung über 3,6 Kilometer. Die Fläche beträgt 11 Quadratkilometer. Auf der Insel leben dauerhaft etwa 170 Menschen. Die Insel ist per Autofähre Ivöleden zu erreichen, die Ivö regelmäßig von Barum ansteuert. Hauptort der Insel ist der in ihrem südlichen Teil liegende Småort Ivö. Im Süden wird die Insel durch die tief in die Insel hereinragende Bucht Kyrkeviken geteilt.
Weitere auf der Insel gelegene Weiler und Höfe sind unter anderem Bokehem, Drängabryggan, Hovgården, Jeppsagården, Kaffagården, Kungagården, Ljungen, Lundagården, Nabbagården, Östergård, Sjödala, Sjötorpet und Vikhem.
Auf der Nordseite der Insel erhebt sich der 133,5 Meter hohe Ivö klack, an dessen Nordseite lange Kalkstein und Kaolin abgebaut wurde. Teile der Insel sind bewaldet.
Nordwestlich der Insel liegen die kleinen Inseln Stora Danmark und Mågeskäret.

## Geschichte
Im Mittelalter war die Insel Bischofssitz. Erzbischof Andreas Sunesen lebte und starb auf Ivö. An diese Zeit erinnert der Biskopskällaren (dt. Bischofskeller), ein historisches Kellergewölbe im Süden Ivös, von dem vermutet wird, es sei der Rest des Bischofssitzes Ivöhus.
1887 begann am Ivö klack der Abbau von Kalkstein und Kaolin. 1960 wurde der unrentabel gewordene Abbau wieder eingestellt.
Die Einwohnerzahl Ivös betrug 1918 426 Personen, war jedoch 1977 bereits auf 165 Personen gesunken.

## Bauwerke und Einrichtungen
In Ivö befindet sich die auf das Mittelalter zurückgehende Kirche von Ivö. Unmittelbar nördlich der Kirche liegt die Sankt-Ursula-Quelle. Weiter südöstlich in Hovgården befindet sich der Biskopskällaren. Mit dem Troldesten befindet sich einer der größten Findlinge Schonens auf der Insel. An der Westküste befinden sich die Sandhöhlen Ugnsmunnarna.
In der Nähe des auf der Westseite der Insel gelegenen Fähranlegers befindet sich ein größerer Zeltplatz.

## Wirtschaft
Ivö ist landwirtschaftlich geprägt. Neben dem Anbau von Produkten wie Roggen und Kartoffeln, wird in kleinen Obstplantagen vor allem Obst angebaut. Weiterer bedeutender Wirtschaftszweig ist heute der Tourismus.
Der Campingplatz am Fähranleger verfügt auch über einen Kiosk. In diesem Bereich befindet sich auch ein kleiner Yachthafen und ein öffentlicher Badeplatz.

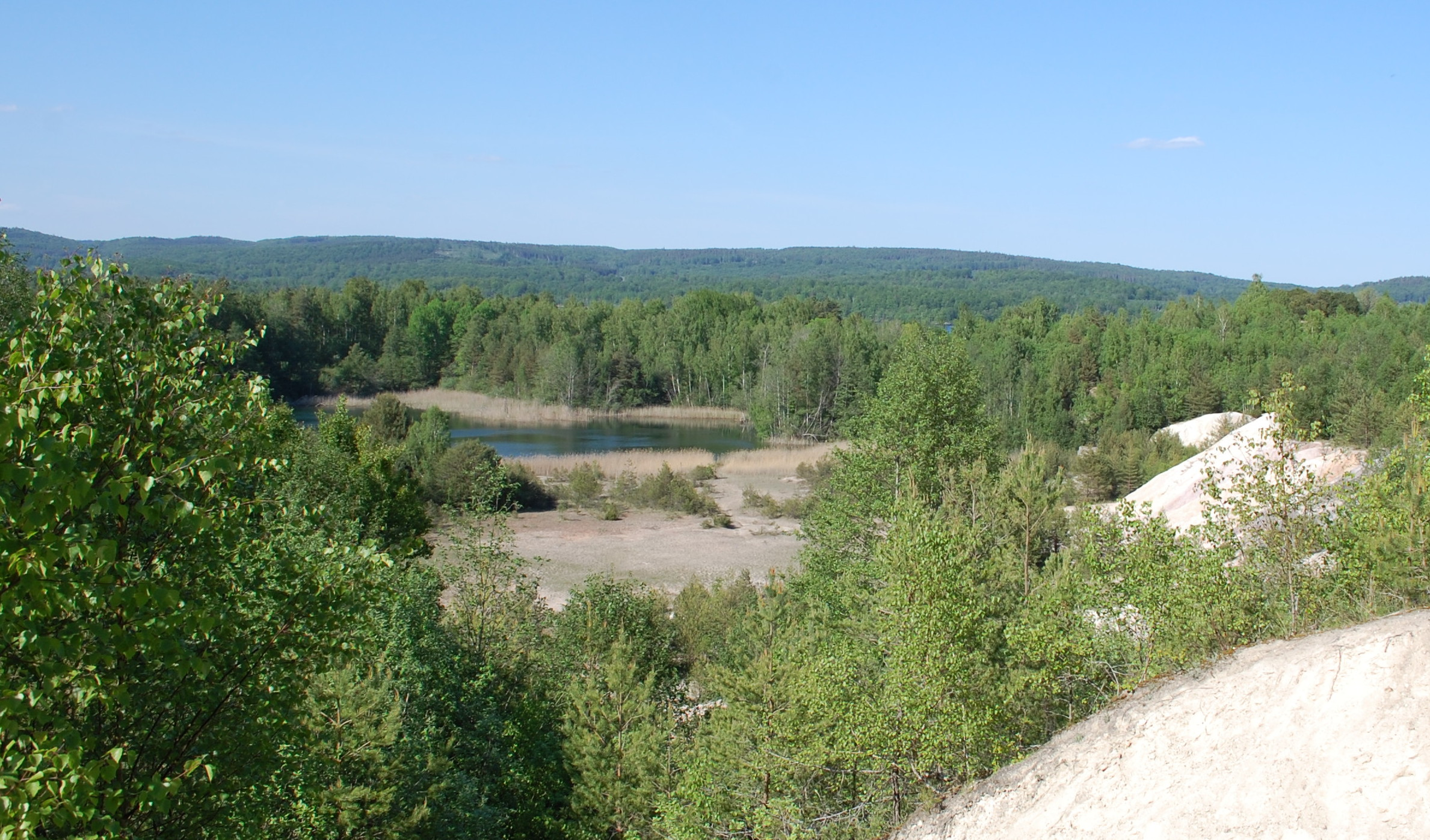
Blick auf das ehemalige Abbaugebiet am Ivö klack
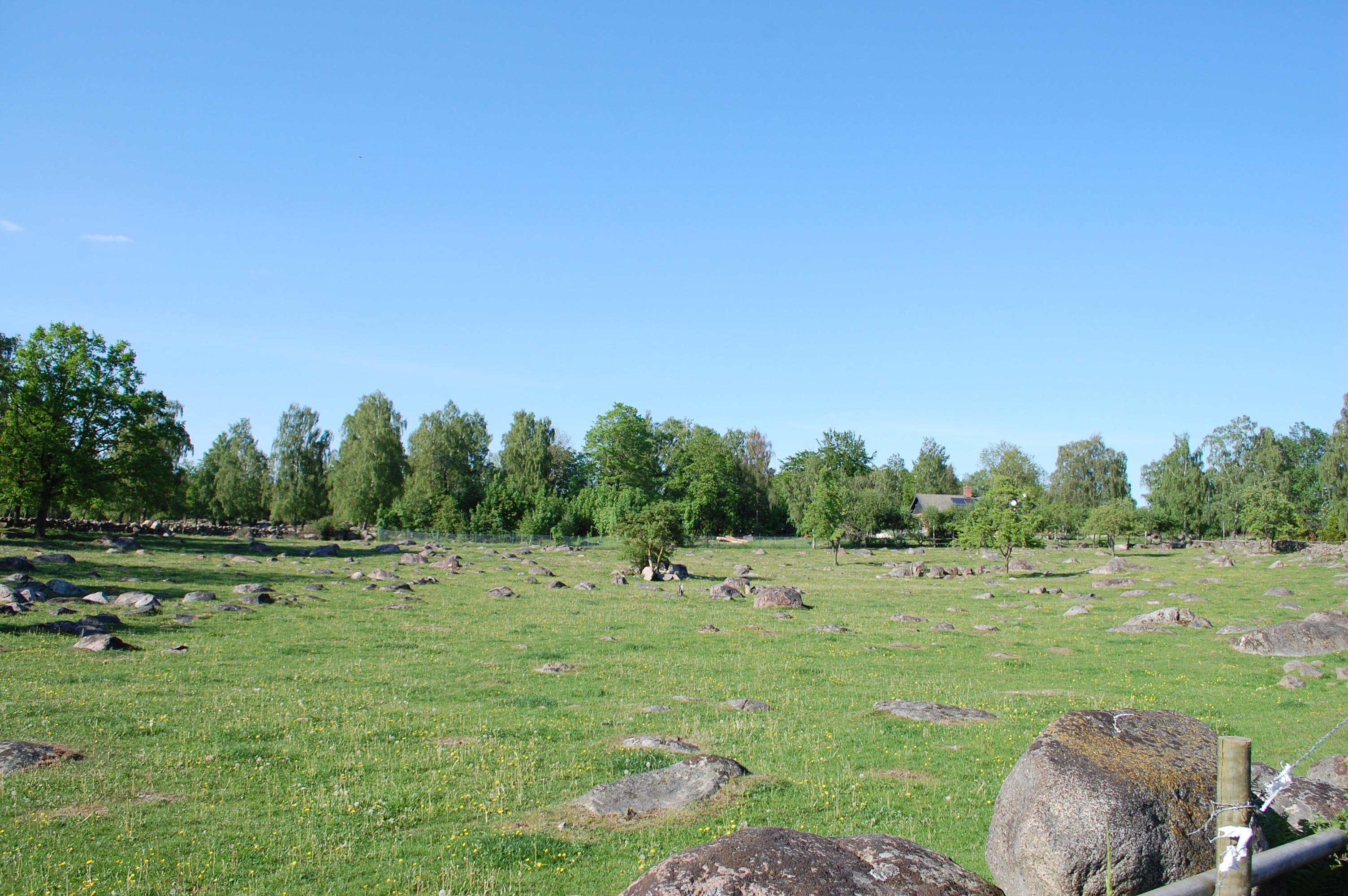
Mit Findlingen übersäte Wiese im Süden der Insel
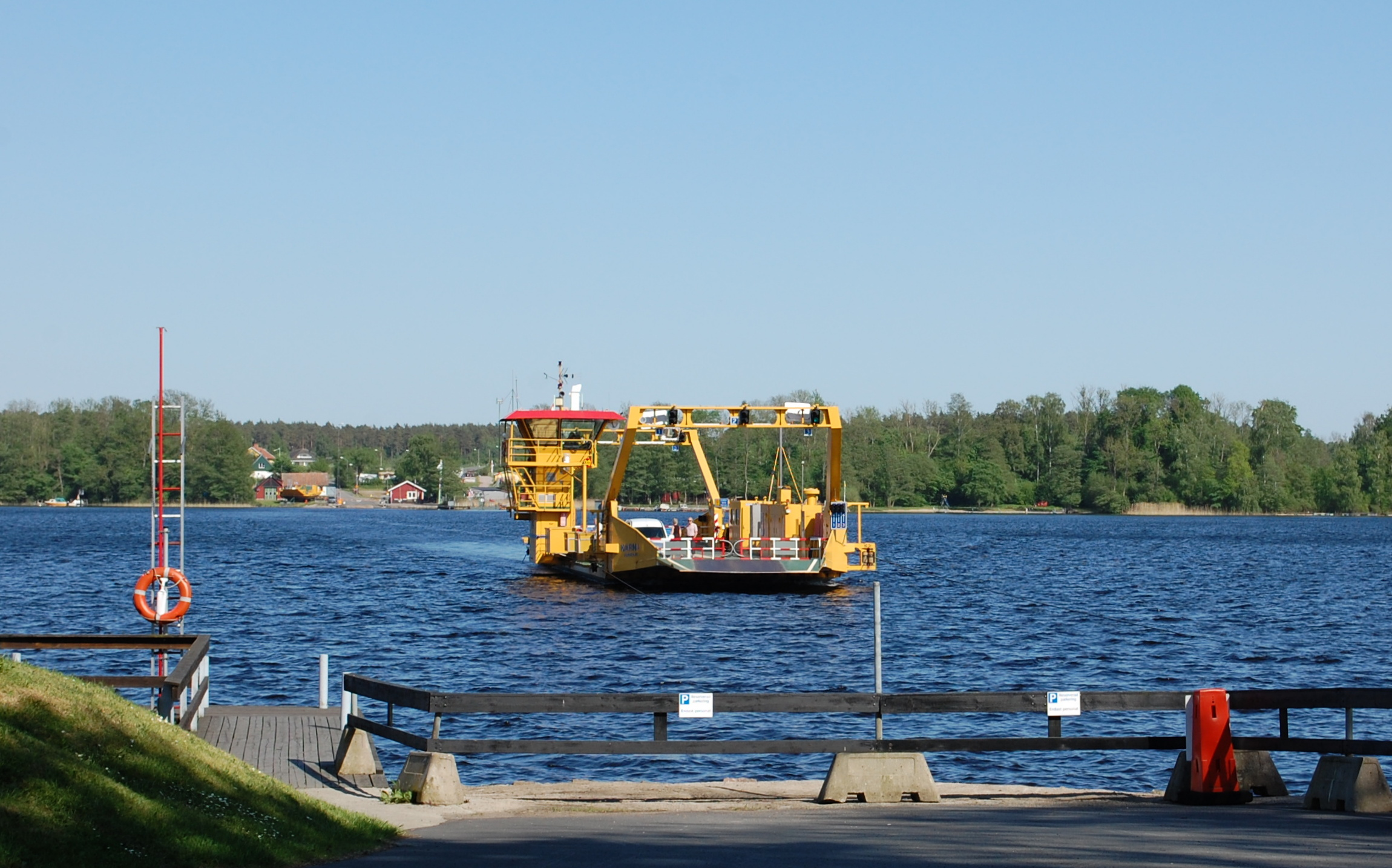
Blick von Barum